# Kiril Georgiev

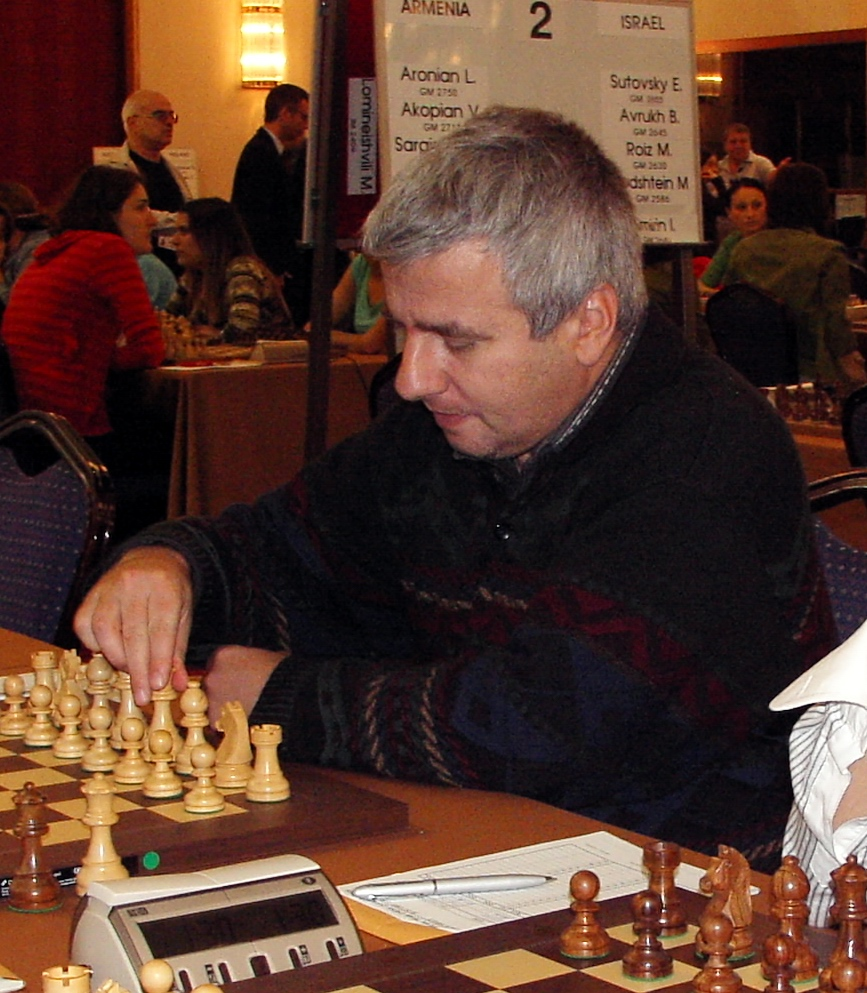
Kiril Georgiev (2007)

Kiril Dimitrov Georgiev (Bulgaars: Кирил Димитров Георгиев) (Petritsj, 28 november 1965) is een Bulgaarse schaker. Hij is sinds 1985 een FIDE grootmeester (GM). Hij is zevenvoudig kampioen van Bulgarije. 
Georgiev speelde van april 2002 tot september 2004 voor Macedonië, daarna weer voor Bulgarije. 

## Schaakcarrière
Het kampioenschap van Bulgarije won hij in 1984, 1986, 1989, 2013, 2014 en 2015. 
Zijn grootste toernooioverwinningen waren: San Bernardino 1988, Elenite (Boergas) 1992 en 1995 (gedeeld met Topalov), zonetoernooi Boedapest 1993, Belgrado 2000, Sarajevo 2001 (voor Topalov), Bad Wörishofen 2002, Gibraltar 2006. 
- In 1983 werd Georgiev in Belfort Wereldkampioen bij de junioren met de score 11,5 pt. uit 13. Hierdoor verkreeg hij automatisch de titel Internationaal Meester (IM).
- Hij behaalde goede resultaten in Leningrad in 1987 en later in Wijk aan Zee.
- Hij werd gezien als de beste schaker van Bulgarije, opvolger van Ivan Radulov. Later werd hij weer opgevolgd door Veselin Topalov.
- In 1985 werd hij grootmeester.
- In 1986 won hij in Sarajevo, in 1988 in San Bernardino.
- In 1988 finishte Georgiev derde bij de Wereldkampioenschappen blitzschaak in Saint John, Canada, nadat hij in de kwartfinale wereldkampioen Garri Kasparov uitgeschakeld had (3 - 1). In de halve finale verloor hij van Rafael Vaganian (3.5 - 4.5). Het toernooi werd gewonnen door Mikhail Tal.[3]
- Georgiev nam ook deel aan de cyclus voor het Wereldkampioenschap schaken. In 1990 kwalificeerde hij zich voor het interzonetoernooi in Manilla, werd 14e van de 64 deelnemers, waarbij hij alleen verloor van Aleksej Drejev.  In 1997 in Groningen werd hij in ronde 4 uitgeschakeld door Loek van Wely.
- In 1992 won hij in Elenite (Boergas) voor Sokolov, Topalov, Josif Dorfman, Yuri Razuvayev en Vassilios Kotronias.
- In 1993 won hij in Boedapest het zonetoernooi (voor Judit Polgár en Ľubomír Ftáčnik).
- In 1995 won hij voor de tweede keer het toernooi in Elenite, gelijk met Topalov, voor Nigel Short, Boris Gulko en Sergey Dolmatov.
- In 1998 werd hij tiende bij het blitzschaak-kampioenschap van New York.
- In 2000 won hij in Belgrado, voor Alexander Beliavsky en Ulf Andersson.
- In 2001 won hij in Sarajevo (zijn eerste winst van een Categorie 16 toernooi - voor Veselin Topalov, Ilya Smirin, Aleksej Drejev en Ivan Sokolov).
- In juli 2001 was zijn Elo-rating 2695, in oktober 2001 behoorde hij tot de beste 20 op de wereldranglijst.
- In 2002 won hij in Bad Wörishofen.
- In 2002 eindigde hij op de vierde plaats in het internationale toernooi in Sarajevo.
- Op het Grand Prix te Dubai in 2002 eindigde hij op de vierde plaats, Péter Lékó werd hier eerste en Aleksej Sjirov derde. Op het Burgenstock toernooi in 2004 eindigde hij op de derde plaats.
- Van 25 januari t/m 3 februari 2005 nam Kiril Georgiev in Gibraltar deel aan het Gibtelecom Masters, het Gibraltar Chess Festival. Hij was met 7.5 uit 10 een van de vijf winnaars, met Levon Aronian, Zahar Efimenko, Alexei Shirov en Emil Sutovsky. Er deden 120 schakers mee.[4]
- In 2006 was hij met 8.5 pt. uit 10 ongedeeld winnaar van het Gibraltar Chess Festival, voor Short, Sutovsky, Shirov, Vladimir Akopian en Viktor Bologan.
- Eveneens in 2006 werd hij derde op het individuele Europees kampioenschap schaken (achter Zdenko Kožul en Vasyl Ivantsjoek). Op het Aeroflot Open in Moskou, eindigde hij een half punt achter de winnaar.
- In juli 2006 was zijn Elo-rating 2680, waarmee hij nummer 26 werd in de FIDE-lijst met de Top 100 spelers van de wereld.
- In 2009 brak hij het wereldrecord schaaksimultaan: hij speelde 360 partijen in iets meer dan 14 uur. Zijn score was 88% (+284 =70 –6), ruim boven de voor acceptatie van het record vereiste 80%.[5] Op 13 augustus 2009 werd Morteza Mahjoob uit Iran met 500 partijen de nieuwe recordhouder.
- In december 2009, werd hij gedeeld 1e-4e met Georg Meier, Julio Granda Zuniga en Viktor Láznička in het 19e Magistral Pamplona toernooi.
- In 2010 werd hij derde op het World Chess Open in León.[6]
- In 2011 won hij het 29e Andorra Open.

In 2015 was hij mede-ondertekenaar van een door 33 GM's en IM's ondertekende open brief, gericht aan de Bulgaarse minister van sport. In deze brief wordt de minister aangesproken op het slechte aanzien van Bulgarije in de internationale schaakwereld.

## Nationale teams
Georgiev nam deel aan alle Schaakolympiades tussen 1984 en 2012 (in 2002 voor Macedonië, de overige keren voor Bulgarije), spelend aan bord 1 of bord 2. In 1994 werd het team vijfde. 
Tussen 1983 en 2011 nam hij acht keer deel aan het Europees schaakkampioenschap voor landenteams. In 1999 behaalde hij in Batoemi aan bord 2 het beste individuele resultaat.

## Schaakverenigingen
In de Duitse bondscompetitie speelde Georgiev van 1996 tot 1999 voor SG Bochum 31, in seizoen 2001/02 voor SV Castrop-Rauxel. In de Oostenrijkse bondscompetitie werd hij in seizoen 2008/09 kampioen met Husek Wien, waarmee hij in 2009 ook deelnam aan de European Club Cup. In Frankrijk speelde Georgiev tot 2008 bij Mulhouse Philidor. In de Russische competitie van 2007 speelde hij voor Schachföderation Moskau.
De Bosnische bondscompetitie won Georgiev in 2003 met ŠK Bosna Sarajevo, waarmee hij in 2000 al de European Club Cup gewonnen had.
Ook speelde hij in schaakverenigingenn in Bulgarije (voor ZSKA Sofia), Macedonië (voor BM Kisela Voda Skopje en SK Alkaloid Skopje), Kroatië (voor ŠK Zagreb) en Italië (voor Obiettivo Risarcimento Padova).